# Escudo de Inglaterra
El escudo de Inglaterra está formado por un único campo de gules en que aparecen tres leones pasantes o leopardados de oro, lampasados y armados o uñados de azur.
El escudo de armas de Inglaterra fue introducido por el rey Ricardo I durante la última década del siglo XII, según se cree como una versión del ducado de Normandía, cuyo escudo está formado por dos leopardos. Aunque las figuras en ambos blasones eran idénticas, en Inglaterra se pasó a considerarlas como leones. 
El escudo de Inglaterra quedó incorporado en las armas de los monarcas británicos con los pertenecientes a Escocia e Irlanda del Norte.
| ca. 1330 - 1340. |

| Eduardo IV Eduardo V | Ricardo III Enrique VII |